# Santa Ynez
Santa Ynez è un centro abitato (census-designated place) degli Stati Uniti d'America, situato nella contea di Santa Barbara dello Stato della California.